# Rose Valland
Rose Valland  (Saint-Étienne-de-Saint-Geoirs, 1 de novembro de 1898 – Ris-Orangis, 18 de setembro de 1980) foi uma conservadora de museu e uma importante figura da Resistência Francesa durante a Segunda Guerra Mundial.
Inicialmente atuando como assistente de conservação no Museu do Jeu de Paume, durante a ocupação nazista, e mais tarde ao lado de outros profissionais franceses encarregados da recuperação de obras na Alemanha e na Áustria, Rose Valland teve um papel fundamental na proteção, localização e devolução de mais de 60 mil obras de arte e bens culturais que haviam sido saqueados pelos nazistas. Esses itens foram, em sua maioria, roubados de instituições públicas e de famílias judias francesas.

## Biografia
Rose Valland, cujo nome completo era Rosa Antonia Valland, nasceu em 1898, na pequena cidade de Saint-Étienne-de-Saint-Geoirs, no departamento de Isère, região da planície de Bièvre, perto de Grenoble. A cidade tinha cerca de dois mil habitantes. Rose era filha única de François Valland, um artesão que trabalhava como ferreiro e fabricante de carroças, e de Rosa Maria Viardin, dona de casa.
Ela pôde estudar graças ao empenho de sua mãe, que solicitou bolsas de estudo para garantir a educação da filha. Em 1914, Rose ingressou na Escola Normal de Professoras de Grenoble, onde se formou em 1918. Talentosa no desenho e incentivada pelos professores, decidiu seguir estudos artísticos na Escola Nacional de Belas-Artes de Lyon, então dirigida por Henri Focillon. Lá, destacou-se pelo esforço e dedicação, conquistando diversos prêmios.
Em 1922, foi aceita na Escola Nacional Superior de Belas-Artes de Paris. Mais tarde, prestou concurso para lecionar desenho e foi aprovada em 6º lugar entre mais de 300 candidatos. Durante os anos 1920, ampliou sua formação em história da arte, com aulas na École pratique des hautes études, na Escola do Louvre e no Instituto de Arte e Arqueologia. Sob orientação do renomado bizantinista Gabriel Millet, defendeu sua pesquisa de pós-graduação sobre as origens bizantinas do Renascimento, a partir do estudos dos afrescos do século XII na cripta da Basílica Patriarcal de Aquileia, no norte da Itália. Essa pesquisa foi publicada em 1963.
Em 1931, obteve o diploma da Escola do Louvre com uma dissertação sobre a evolução da arte italiana até Giotto. No Instituto de Arte e Arqueologia da Universidade de Paris, conquistou três certificados de estudos superiores: história da arte moderna, arqueologia medieval e arqueologia grega. A soma desses diplomas, junto com sua tese do Louvre, lhe garantiu uma licença especial em história da arte e arqueologia. Rose também viajou pela Itália e, possivelmente, pela Alemanha, país cuja língua aprendeu por conta própria, mesmo sem tê-la estudado formalmente na escola.
A partir de 1932, começou a trabalhar como voluntária no Museu do Jeu de Paume, dedicado à arte estrangeira, localizado nos Jardins das Tulherias, em Paris. Até o início da Segunda Guerra Mundial, ela colaborou na elaboração do catálogo das coleções do museu, organizou cerca de quinze exposições internacionais e também contribuiu com textos para seus catálogos. Além disso, escreveu artigos para revistas e jornais de arte, o que provavelmente lhe dava alguma renda, já que seu trabalho no museu permaneceu não remunerado até 1941, quando finalmente foi efetivada e passou a receber salário.

## Ocupação alemã
A partir de 30 de outubro de 1940, a pedido de Jacques Jaujard, então diretor dos Museus Nacionais da França, Valland continuou trabalhando no Museu do Jeu de Paume. Oficialmente, atuava como assistente de conservação. Na prática, porém, Jaujard a encarregou de uma missão confidencial: observar e relatar tudo o que os alemães faziam no museu, recém-requisitado pelos nazistas para servir de depósito de obras de arte roubadas de colecionadores particulares.
Durante a Ocupação nazista, os alemães, por meio do "Departamento Especial para Arte Pictórica" (Sonderstab Bildende Kunst), ligado ao Instituto do Reichsleiter Rosenberg para os Territórios Ocupados (ERR), iniciaram um saque sistemático de obras de arte por toda a França. Eles confiscaram peças de museus e, sobretudo, de coleções privadas pertencentes a famílias judias, cujos donos haviam sido deportados ou forçados a fugir. O Museu do Jeu de Paume foi transformado em um centro logístico, onde as obras eram reunidas antes de serem enviadas a diversos destinos na Alemanha, Áustria e Europa Oriental. Parte das obras também era armazenada em seis salas do departamento de antiguidades orientais do Museu do Louvre.
Nesse contexto, Valland manteve-se atenta e silenciosa. Sem levantar suspeitas, registrava cuidadosamente todas as informações que conseguia reunir: quais obras passavam pelo museu, de onde vinham, para onde eram enviadas, quem as transportava, nomes das vítimas espoliadas, números e datas dos carregamentos, identificações nas caixas, nomes dos artistas, títulos das obras e até suas dimensões. Nada escapava à sua vigilância.
O museu passou a ser frequentado por altos oficiais nazistas, como Hermann Göring e Alfred Rosenberg, que visitavam as salas especialmente preparadas para exibir as obras saqueadas. Nessas ocasiões tensas, Göring escolhia pessoalmente os quadros que queria para sua coleção particular, enquanto Rose permanecia presente, fingindo neutralidade, mas observando tudo. Durante mais de quatro anos, ela manteve esse trabalho meticuloso de vigilância e documentação. Produziu dezenas de fichas detalhadas, vasculhava papéis carbono descartados no lixo pelos alemães, e ouvia discretamente as conversas entre os oficiais do Reich.
Tanto diretamente quanto por meio de Jacques Jaujard, fornecia informações cruciais à Resistência Francesa, especialmente sobre os trens que transportavam as obras, para que não fossem alvos de ataques. Mais ainda, transmitia aos Aliados os nomes dos depósitos secretos nazistas, como os de Altaussee, Buxheim, Neuschwanstein-Füssen, Nikolsburg, entre outros. Essas informações foram essenciais para evitar bombardeios, proteger os acervos e facilitar a posterior recuperação das obras de arte.
O trabalho silencioso, mas vital, de Valland foi reconhecido após a guerra. James Rorimer, tenente do exército norte-americano e um dos responsáveis pela proteção do patrimônio artístico europeu, relatou o papel fundamental de Rose em seu livro Survival, publicado em 1950.

## Pós-guerra e a recuperação das obras de arte

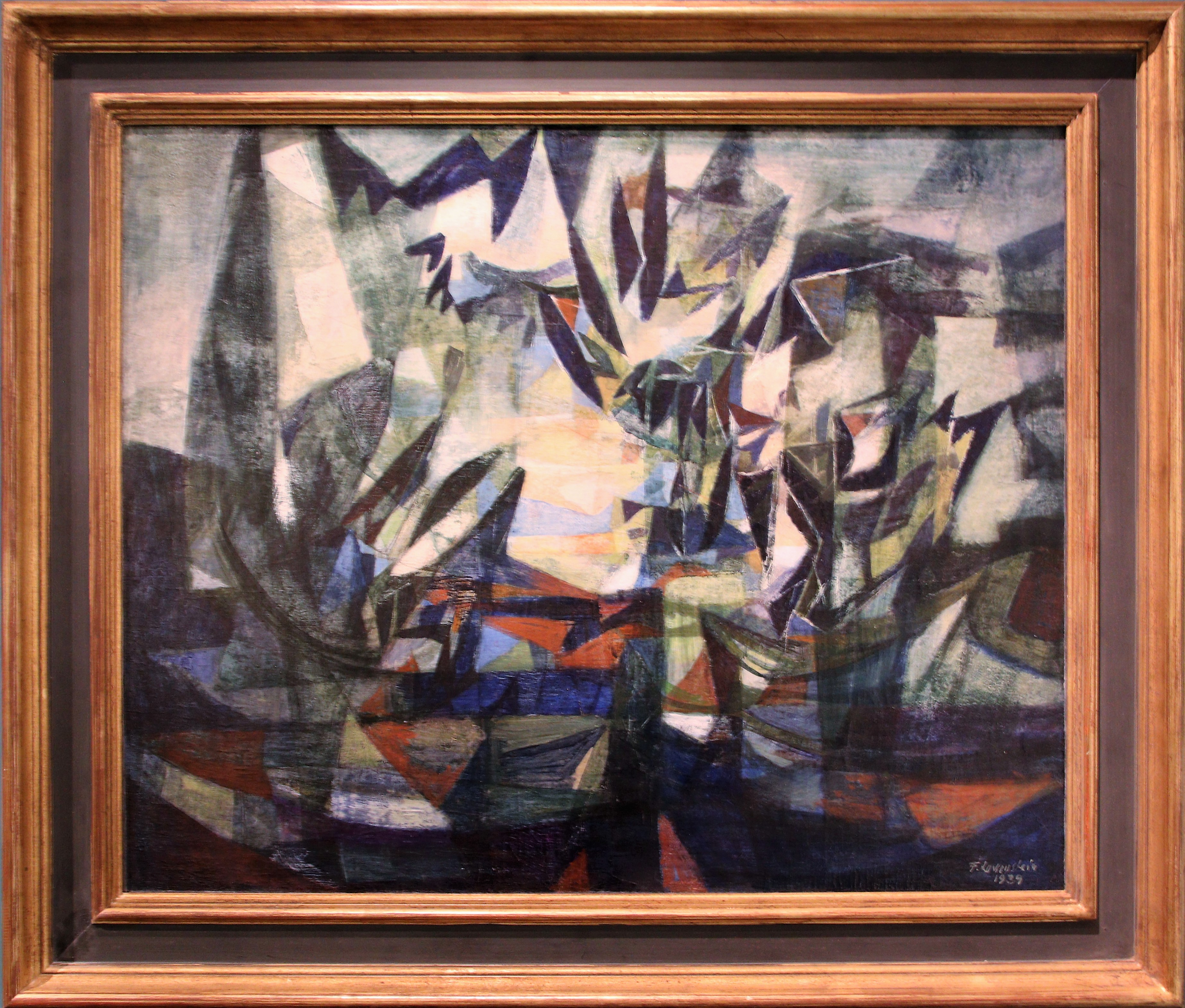
Composition (1939) de Fédor Löwenstein. Esta pintura, saqueada em dezembro de 1942 e marcada com uma cruz vermelha para destruição, escapou do auto-de-fé de julho de 1943.

A partir de novembro de 1944, Rose Valland foi nomeada secretária da Comissão de Recuperação Artística, criada por iniciativa de Jacques Jaujard. Graças ao seu vasto conhecimento sobre os saques nazistas, passou a integrar a equipe francesa encarregada de recuperar obras de arte roubadas na Alemanha e na Áustria. Na primavera de 1945, quando começou a chamada “limpeza” do mercado de arte parisiense, Rose foi indicada por Georges Salles para representar as Belas-Artes na Comissão Nacional Interprofissional de Epuração. No entanto, como logo partiu para a Alemanha, foi substituída por Michel Martin.
Em 1º de maio de 1945, foi oficialmente transferida do Ministério da Educação Nacional para o Ministério da Guerra. Entre abril de 1946 e março de 1952, passou a atuar como administradora no Ministério das Relações Exteriores, como agente francesa na Zona Francesa de Ocupação na Alemanha. Rose foi promovida a capitã da 1ª Exército francês, tornando-se chefe do Serviço de Recolocação de Obras de Arte (SRPOA), dentro da divisão de Educação Pública do grupo francês no Conselho de Controle da Zona Francesa de Ocupação. Estabelecida administrativamente em Berlim-Frohnau, recebeu autorização para circular pelas zonas de ocupação britânica, norte-americana e, de forma excepcional, soviética, graças à sua insistência incansável.
Graças à atuação dela e de outros agentes franceses envolvidos nas operações de recuperação, milhares de bens culturais foram trazidos de volta à França. Entre seus colegas estavam Pierre-Louis Duchartre, Hubert de Brye, Jean-Louis Bonet-Maury, Élie Doubinsky (no CCP de Munique), Henry de Faucigny-Lucinge (em Düsseldorf), Marguerite Azambre (em Baden-Baden) e Michel Florisoone (em Paris).
Rose também trabalhou em estreita colaboração com os Monuments Men americanos, como Ardelia Hall, James Rorimer, S. Lane Faison e Edith Standen. Com a ajuda dos Aliados, pôde realizar investigações e interrogar oficiais e comerciantes nazistas envolvidos em saques, como Günther Schiedlausky, Hildebrand Gurlitt, Bruno Lohse e Gustav Rochlitz. Ela teve papel central nas audiências realizadas em fevereiro de 1946, durante os julgamentos de Nuremberg, que trataram especificamente do roubo de bens artísticos pelos líderes do regime nazista.
Durante esse período, Rose trouxe da Alemanha o catálogo da coleção particular de Hermann Göring, composto por 1.376 obras de arte compradas ou saqueadas entre abril de 1931 e novembro de 1943. Esse catálogo havia sido encontrado por tropas aliadas em maio de 1945, escondido em um túnel na região de Berchtesgaden, e foi incorporado aos arquivos da Recuperação Artística.
Entre 1945 e 1954, Valland participou do repatriamento de mais de 60 mil bens culturais de origem francesa, que haviam sido retirados de instituições públicas (como o Museu do Exército, bibliotecas maçônicas, Biblioteca Polonesa, entre outras) e de famílias judias perseguidas, incluindo os Bacri, Bernheim, Cassel, David-Weill, Dreyfus, Alphonse Kann, Paul Rosenberg, Rothschild, Seligmann, entre outras. Além de seu trabalho oficial, Rose atuou como espiã em algumas missões na zona soviética, enviando relatórios confidenciais sobre movimentações de tropas e armamentos ao governo francês.
Quando retornou a Paris em março de 1952, reassumiu seu cargo na administração dos Museus da França como conservadora dos Museus Nacionais. Passou a chefiar o recém-criado Serviço de Proteção das Obras de Arte (SPOA), criado especialmente para ela, com a função de pensar estratégias de preservação do patrimônio artístico em caso de uma nova guerra mundial.
Seu trabalho na restituição das obras roubadas foi amplamente reconhecido pelas vítimas, que sempre lhe demonstraram gratidão. No entanto, sua dedicação foi pouco valorizada pela administração pública. Em 1961, ela decidiu tornar pública sua atuação durante a ocupação nazista, por meio do livro Le Front de l’art, que foi reeditado em 1997 e novamente em 2014. Em 2024, sua obra foi traduzida pela primeira vez para o inglês, realizando um desejo antigo da própria Rose, que não conseguiu concretizar esse projeto em vida.
Ela se aposentou oficialmente em 1968, aos 70 anos, mas continuou colaborando com o trabalho de restituição de obras saqueadas, a pedido do Serviço de Bibliotecas, Arquivos e Documentação Geral (SBADG) dos Museus Nacionais. Rose reuniu seus arquivos pessoais com os documentos das instituições envolvidas na recuperação artística — como a Comissão de Recuperação Artística, o Escritório de Bens e Interesses Privados, o SRPOA, o Escritório Central de Restituições e o Escritório de Investigação Artística — com o desejo de que todo esse material fosse preservado no Bureau dos Arquivos da Ocupação Francesa na Alemanha e na Áustria, com sede em Colmar.
Desde 2010, esse acervo está sob a guarda do Centro de Arquivos Diplomáticos de La Courneuve, na França.

## Vida pessoal
Em algum momento ainda incerto, talvez durante os anos do pós-guerra, Valland conheceu a britânica Joyce Heer (1917–1977), que trabalhava como secretária-intérprete na embaixada dos Estados Unidos. As duas se tornaram companheiras e permaneceram juntas até a morte de Joyce. Elas compartilhavam um apartamento na rua de Navarre, número 4, no 5º arrondissement de Paris. Rose Valland reservaria para ela, mais tarde, um espaço ao seu lado no jazigo da família.
Em 1979, Rose publicou de forma póstuma a tese de Joyce Heer, intitulada A personalidade de Pausânias, pela editora Les Belles Lettres. O prefácio do livro, assinado pelo orientador de Joyce, ocupa apenas duas páginas, mas revela discretamente, e com a autorização de Rose, a natureza da relação entre as duas mulheres:
| “ | Ela morava em Paris com uma amiga que lhe ensinara francês e que, há muito tempo, a amava como a um parente muito próximo. Muitas pessoas logo adivinharão quem é essa amiga antes mesmo que eu diga seu nome, se eu mencionar que foi conservadora do Museu do Jeu de Paume durante a guerra... | ” |

Em seguida, o texto descreve o papel de Rose Valland na Resistência. Fora essa breve e tardia menção, Rose nunca revelou detalhes sobre sua vida pessoal. Para praticamente todos ao seu redor, exceto, talvez, alguns amigos muito íntimos, ela era simplesmente “Mademoiselle Valland”, uma mulher solteira e reservada. De fato, ela teve o cuidado de manter suas esferas pessoal, profissional e familiar rigorosamente separadas. Por isso, pouco se sabe sobre eventuais relacionamentos anteriores, o momento exato em que conheceu Joyce Heer ou como se deu esse encontro.
Apesar dos pedidos insistentes de Joyce, Rose jamais a levou a visitar seu vilarejo natal, para onde ela costumava retornar com frequência para rever familiares e amigos.

## Morte
Rose Valland faleceu em 18 de setembro de 1980, aos 81 anos, em uma casa de repouso em Ris-Orangis, no subúrbio de Paris. Ela foi enterrada com sua  companheira no jazigo da família em sua cidade natal, Saint-Étienne-de-Saint-Geoirs, onde a faculdade e uma praça levam seu nome.

## Condecorações
A coragem e o heroísmo de Rose Valland durante a guerra e no período do pós-guerra lhe renderam numerosas condecorações, tanto na França quanto no exterior. Ela é, inclusive, considerada uma das mulheres mais condecoradas da história da França. Foi nomeada oficial da Legião de Honra, comandante da Ordem das Artes e das Letras e recebeu a Medalha da Resistência Francesa. Os Estados Unidos lhe concederam a Medalha da Liberdade, a mais alta distinção civil do país. Também foi condecorada com a Cruz de Oficial da Ordem do Mérito da República Federal da Alemanha.
Já em 1939, antes mesmo da guerra, Rose Valland havia sido agraciada com a medalha da Ordem das Três Estrelas da Letônia, em reconhecimento por sua atuação na organização da Exposição de Arte da Letônia (pintura, escultura e arte popular), realizada no Museu do Jeu de Paume entre 27 de janeiro e 28 de fevereiro daquele ano.
Prêmios e condecorações recebidos:
- Cavaleira da Ordem das Três Estrelas (Letônia) – 1939
- Medalha da Resistência Francesa – 1946
- Medalha da Liberdade (Estados Unidos) – 1948
- Comendadora da Ordem das Artes e das Letras (França) – 1960
- Oficial da Legião de Honra (França) – 1969